# NGC 5166B
NGC 5166B is een spiraalvormig sterrenstelsel in het sterrenbeeld Jachthonden. Het hemelobject werd op 29 april 1827 ontdekt door de Britse astronoom John Herschel.

## Synoniemen
- MCG 5-32-27
- ZWG 161.64
- PGC 47268